# UP10TION
UP10TION (hangul: 업텐션) är ett sydkoreanskt pojkband bildat 2015 av TOP Media.
Gruppen består av de tio medlemmarna Jinhoo, Kuhn, Kogyeol, Wei, Bitto, Wooshin, Sunyoul, Gyujin, Hwanhee och Xiao.

## Medlemmar
| Artistnamn   | Artistnamn | Födelsenamn    | Födelsenamn | Födelsedatum     |
| Romanisering | Hangul     | Romanisering   | Hangul      | Födelsedatum     |
| ------------ | ---------- | -------------- | ----------- | ---------------- |
| Jinhoo       | 진후       | Kim Jin-wook   | 김진욱      | 2 augusti 1995   |
| Kuhn         | 쿤         | No Soo-il      | 노수일      | 11 november 1995 |
| Kogyeol      | 고결       | Go Min-soo     | 고민수      | 19 maj 1996      |
| Wei          | 웨이       | Lee Sung-jun   | 이진혁      | 8 juni 1996      |
| Bitto        | 비토       | Lee Chang-hyun | 이창현      | 24 augusti 1996  |
| Wooshin      | 우신       | Kim Woo-seok   | 김우석      | 27 oktober 1996  |
| Sunyoul      | 선율       | Seon Ye-in     | 선예인      | 6 november 1996  |
| Gyujin       | 규진       | Han Gyu-jin    | 한규진      | 21 november 1997 |
| Hwanhee      | 환희       | Lee Hwan-hee   | 이환희      | 6 maj 1998       |
| Xiao         | 샤오       | Lee Dong-yeol  | 이동열      | 13 december 1998 |

## Diskografi

### Album
| Albuminformation                                                | Topplacering          | Topplacering   |
| Albuminformation                                                | Sydkorea (Gaon Chart) | Japan (Oricon) |
| Koreanska                                                       | Koreanska             | Koreanska      |
| --------------------------------------------------------------- | --------------------- | -------------- |
| Top Secret (EP-skiva) - Släppt: 11 september 2015               | 7                     | —              |
| Bravo! (EP-skiva) - Släppt: 26 november 2015                    | 5                     | —              |
| Spotlight (EP-skiva) - Släppt: 18 april 2016                    | 4                     | 5              |
| Summer Go! (EP-skiva) - Nyutgåva: Thank You (20 september 2016) | 1                     | 8              |
| Burst (EP-skiva) - Släppt: 21 november 2016                     | 1                     | 25             |
| Star;dom (EP-skiva) - Släppt: 29 juni 2017                      | 1                     | 18             |
| Special Photo Edition (EP-skiva) - Släppt: 18 oktober 2017      | 11                    | 37             |
| Invitation (Studioalbum) - Släppt: 19 mars 2018                 | 2                     | 14             |
| Japanska                                                        |                       |                |
| ID (Singelalbum) - Släppt: 8 mars 2017                          | —                     | 4              |
| Wild Love (Singelalbum) - Släppt: 24 januari 2018               | —                     | 3              |

### Singlar
| År        | Titel           | Topplacering          | Topplacering   |
| År        | Titel           | Sydkorea (Gaon Chart) | Japan (Oricon) |
| Koreanska | Koreanska       | Koreanska             | Koreanska      |
| --------- | --------------- | --------------------- | -------------- |
| 2015      | "So, Dangerous" | —                     | —              |
| 2015      | "Catch Me!"     | —                     | —              |
| 2016      | "Attention"     | —                     | —              |
| 2016      | "Tonight"       | —                     | —              |
| 2016      | "White Night"   | —                     | —              |
| Japanska  |                 |                       |                |
| 2017      | "ID"            | —                     | —              |